# Jerzy Tomziński
Jerzy Jan Tomziński OSPPE (* 24. November 1918 in Przystajń; † 14. November 2021 in Częstochowa) war ein polnischer römisch-katholischer Ordensgeistlicher. Er war zweimal Generalprior der Pauliner und dreimal Prior von Jasna Góra.

## Leben
Jerzy Tomziński trat 1935 der Ordensgemeinschaft der Pauliner in Krakau bei und studierte ab 1938 Philosophie und Theologie am Hauptseminar seines Ordens in Krakau. Mit Beginn des Zweiten Weltkrieges 1939 setzte er sein Studium in Jasna Góra fort, dem Zentralkloster der Pauliner und polnischen Nationalheiligtum in Tschenstochau, wo er 1942 die ewige Profess ablegte und zum Diakon geweiht wurde. Am 16. April 1944 empfing er von Bischof Teodor Kubina in Jasna Góra die Priesterweihe.
1945 wurde er zum Kurator des Heiligtums Jasna Góra ernannt. 1949 wurde er Pfarrer, Prior und Verwalter des Marienheiligtums in Leśna Podlaska. Er war Prior des Paulinerklosters in Krakau von 1952 bis 1957. 1957 begann er ein Doktoratsstudium des kanonischen Rechts; sein Doktorvater an der Gregoriana war Urbano Navarrete. Während dieser Zeit war er der Prior des Klosters der Pauliner in Rom sowie Generalprokurator des Paulinerordens beim Heiligen Stuhl.
Von 1963 bis 1969 sowie von 1969 bis 1975 war Jerzy Tomziński Generalprior der Pauliner. 1965 war er Teilnehmer der letzten Sitzungsperiode des Zweiten Vatikanischen Konzils. Er war wiederum Prior des Paulinerklosters in Krakau von 1990 bis 1993.
2003 erhielt er die Auszeichnung Tym, co służą Miastu i Ojczyźnie (deutsch Denjenigen, die der Stadt und der Heimat dienen), die jährlich am 11. November vom Bürgermeister von Częstochowa verliehen wird.
Im Jahr 2014 drehte Milena Sławińska einen Dokumentarfilm mit dem Titel Świadek Jasnej Góry. Im selben Jahr entstand unter der Regie von Krzysztof Tadej ein weiterer Dokumentarfilm über das Leben von Pater Jerzy Tomziński.
Er starb am 14. November 2021, nur zehn Tage vor seinem 103. Geburtstag.
Er war der letzte polnische Konzilsvater des Zweiten Vatikanischen Konzils.